# Ilona Mitrecey
Ilona Mitrecey (ur. 1 września 1993 w Fontenay-aux-Roses, Hauts-de-Seine) – francuska piosenkarka.
Wylansowała utwór „Un monde parfait” z repertuaru dla dzieci i młodzieży w rytmach techno oraz momentami modyfikowanym elektronicznie głosem. Swój pierwszy singiel CD wydała 28 lutego 2005. W marcu 2005 zajęła pierwsze miejsce w ilości sprzedanych płyt we Francji.
Jej ojciec, Dan, śpiewał w grupie dla Canal Plus Francja, a jej matka, Sylvie, pracuje w wydawnictwie Michela Lafon.

## Dyskografia

### Albumy
- Un monde parfait : 10 października 2005
- Laissez Nous Respirer : 2006

### Single
- Un Monde Parfait: luty 2005
- C'est Les Vacances: czerwiec 2005
- Dans Ma Fusée: październik 2005
- Noel Que Du Bonheur: grudzień 2005
- Allo Allo: marzec 2006
- Laissez Nous Respirer: listopad 2006